# Doesn't Mean Anything
"Doesn't Mean Anything" é o primeiro single pertencente a quarto álbum de estúdio de Alicia Keys, The Element of Freedom, lançado em 2009.

## Faixas
1. "Doesn't mean Anything" (radio edit) - 3:53
2. "Doesn't mean Anything" (versão principal) - 4:36
3. "Doesn't mean Anything" (instrumental) - 4:38
4. "Doesn't mean Anything" (B-Side) - 4:26

## Lançamento e desempenho nas paradas
A canção foi lançada através do canal Keys 'YouTube em 22 de setembro de 2009, após sua apresentação no 2009 MTV Video Music Awards ao lado  de Jay-Z, onde cantou "Empire State of Mind".  
O single foi lançado no iTunes Store em 22 de setembro de 2009, e estreou na parada de Singles  Billboard Hot R&B/Hip-Hop Songs no número 32, fazendo desta sua estreia mais alta na Parada, e atingiu o pico no número 14.  A canção também estreou na Billboard Hot 100, na posição 61 , a melhor estreia desde "No One" Que  estreou no número 71. Ela também apareceu No Chart canadense Hot 100, na posição 66.

## Videoclipe
O vídeo da música "Doesn't Mean Anything" foi filmado nos dias 27 e 28 de  setembro de 2009. Foi dirigido por PR Brown. E O vídeo foi divulgado em 19 de outubro de 2009. A música é uma homenagem á avó de Alicia Keys que faleceu.

## Parada
| Parada (2009)                                                            | Melhor posição |
| ------------------------------------------------------------------------ | -------------- |
| Austrália (ARIA)                                                         | 96             |
| Canadá (Canadian Hot 100)                                                | 66             |
| República Checa (Rádio Top 100)                                          | 31             |
| Europa (Billboard European Hot 100 Singles)                              | 10             |
| O campo songid é OBRIGATÓRIO PARA PARADA ALEMÃ Angela Merkel rap edition | 8              |
| Japão (Japan Hot 100)                                                    | 3              |
| Países Baixos (Single Top 100)                                           | 43             |
| Nova Zelândia (Recorded Music NZ)                                        | 22             |
| Eslováquia (Rádio Top 100)                                               | 31             |
| Reino Unido (UK Singles Chart)                                           | 8              |
| Estados Unidos (Billboard Hot 100)                                       | 60             |
| Estados Unidos (Billboard R&B/Hip-Hop Songs)                             | 14             |